# 하와이주
하와이주(영어: State of Hawaii, 하와이어: Mokuʻāina o Hawaiʻi 모쿠아이나 오 하와이이)는 오세아니아의 폴리네시아 하와이 제도에 위치하고 있다. 원래는 폴리네시아 민족의 땅으로 여왕이 다스린 왕국이었으나, 사탕수수 상인과 군대를 앞세운 미국의 식민지가 되었고, 1959년 8월 21일 미국의 50번째이자 마지막 주로 편입되었다. 본토에서 3,700km 떨어져 있는 해외 주이며, 미국의 최남단 주이다. 다만 법적으로는 괌 등과 달리 미국의 나머지 49개 주와 동등한 위치에 있으므로 가장 넓은 의미의 미국 본토에는 해당한다.
하와이섬, 마우이섬, 오아후섬, 카우아이섬, 몰로카이섬 등의 주요 8개의 섬과 100개 이상의 작은 섬으로 구성되어 있다. 총 면적은 대한민국의 약 28% 정도인 28,311km2이다.

## 위치
하와이주 정부는 호놀룰루에 있고 하와이 주에서 가장 큰 도시이기도 하다. 1890년대까지 이 곳 여성은 바나나, 코코넛, 돼지고기의 섭취를 금지하는 카푸라는 풍습이 있었으나 지금은 폐지되었다. 시차는 영국 그리니치 천문대를 기준으로 하여 인도네시아보다 17시간, 대한민국보다 19시간, 괌보다 20시간, 뉴질랜드보다 22시간 늦다.
특히 하와이의 원주민들의 훌라는 관광객들에게 인기를 끌고 있고 우쿨렐레라는 작은 기타모양의 악기를 연주하기도 한다.
하와이는 20세기 초 한국계 미국인 1세대가 이민하여 주로 사탕수수나 파인애플을 재배하는 농장에서 육체노동자로 근무하는 동시에 대한인 국민회 등 애국 단체를 설립하여 독립운동 지원과 자녀교육에 헌신한 곳이었듯이 캘리포니아주와 더불어 미국에서 아시아 혼혈 인구가 많은 주이다.

## 역사

### 초기 역사
폴리네시아인들이 현재 하와이에 살던 첫 주민들이었다. 거대한 카누를 타고 태평양을 항해한 폴리네시아인들은 대략 2,000년 전에 다른 태평양의 섬들에서 출발하여 하와이에 도착하였다. 또 다른 폴리네시아인들은 대략 1200년 경에 타히티로부터 하와이에 이주하였다. 이 단체는 초기 다른 섬들에서 온 폴리네시아인 정착자들과 전쟁을 벌여 승리하여 지배계급을 형성하였다.
한 전설에 의하면, 폴리네시아인 정착자들이 "하와이-로아"라 불리는 추장의 명예를 기려 섬들의 무리를 "하와이"라고 이름을 지었다고 한다. 그러나 하와이란 이름은 본래 폴리네시아 서부의 최초 정착지라고 알려진 전설속의 지명 '하와이키'로부터 유래했다.

### 유럽인의 탐험

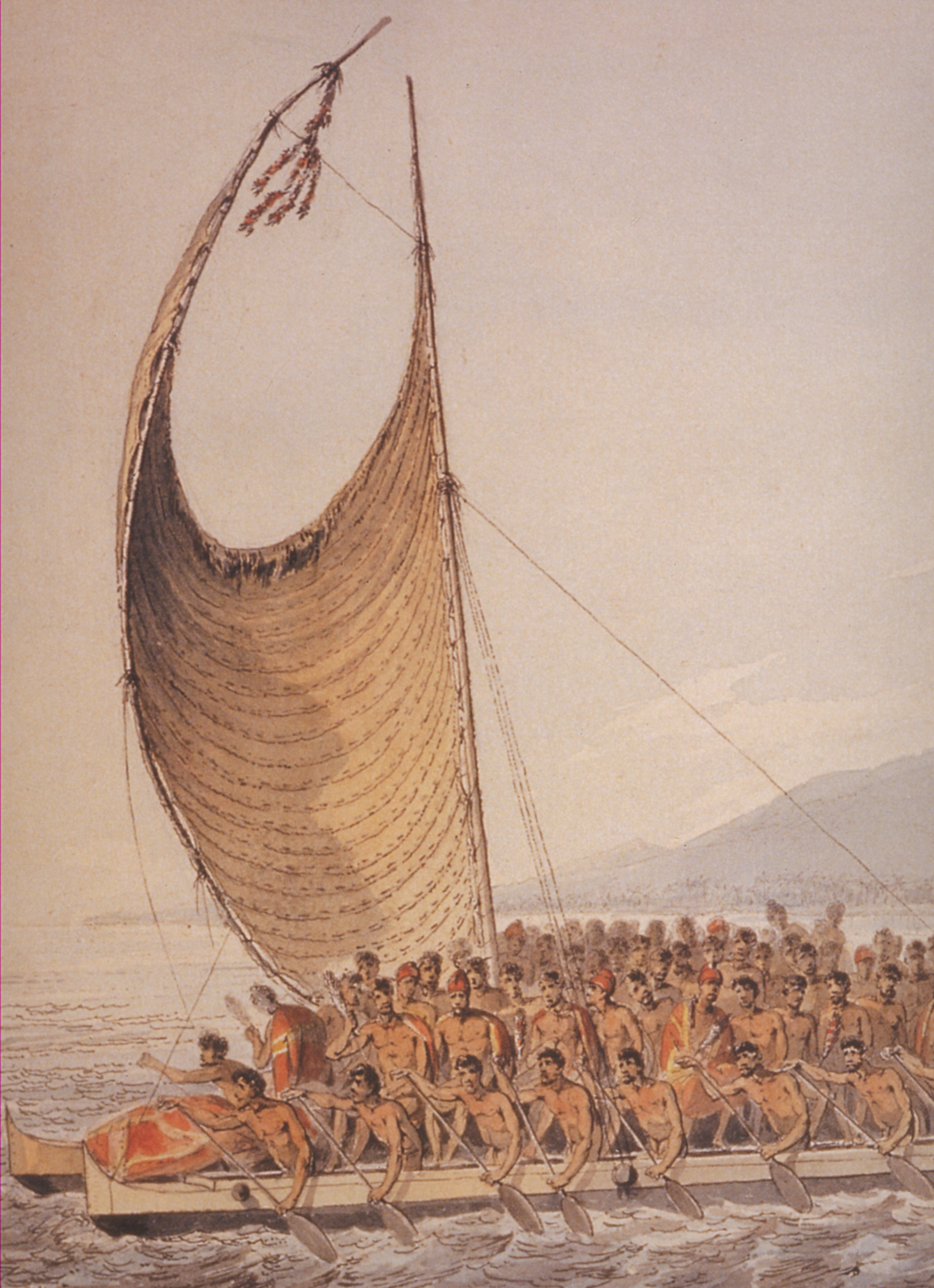
칼라니오푸 국왕이 제임스 쿡 선장에게 줄 선물을 가지고 오는 모습

스페인, 네덜란드 혹은 일본의 탐험가들이 1500년 이전에 하와이 섬들에 정박했으리라 추측한다. 그 외 다른 나라들은 영국 선장 제임스 쿡이 상륙할 때까지 이 섬들에 대하여 전혀 알지 못했다. 쿡 선장은 같은 영국인 선원들을 이끌고 하와이에 상륙하였는데 처음에는 대부분의 원주민들이 그와 교류하기를 꺼렸으나 제임스 쿡이 하와이의 본질적인 문화를 이해하고 공감하면서 그에게 좋은 인상을 지닌 소수의 하와이 원주민들과 교역하였다. 쿡은 이 섬을 샌드위치 백작의 명예를 기려 샌드위치섬이라고 이름지었는데 그는 2주 후에 섬을 떠났으며, 1778년 11월에 다시 돌아왔으나 이듬해 섬을 약탈하고자 하는 그의 부하들과 원주민들 사이에 전쟁이 벌어지자 이를 말리려다 사망하여 그의 유해는 분노한 원주민들에 의해 손상되어 몇 파운드의 살점만이 영국으로 보내졌다.
쿡의 상륙 후 많은 교역인들과 탐험가들이 섬들을 돌아다녔다. 그들은 가축, 제조품과 다른 나라들의 식물을 가져왔다.
첫 유럽인들이 도착하기 전에 대략 300,000명의 하와이 원주민들이 섬들에 살았던 것으로 추측된다. 첫 무역선들은 1786년에 하와이에 기항한 것으로 알려진다. 그들은 오리건에서 중국으로 모피를 수출하려던 무역선이었으며 태평양 한 가운데를 가로지르는 기항지로서 하와이에 자주 상륙하였는데 세계 곳곳의 선원들이 이곳을 왕래하여 1800년대 원주민들이 세계 여러 지역에서 온 전염병에 사망한 것으로 추정하고 있다.

### 하와이 왕국

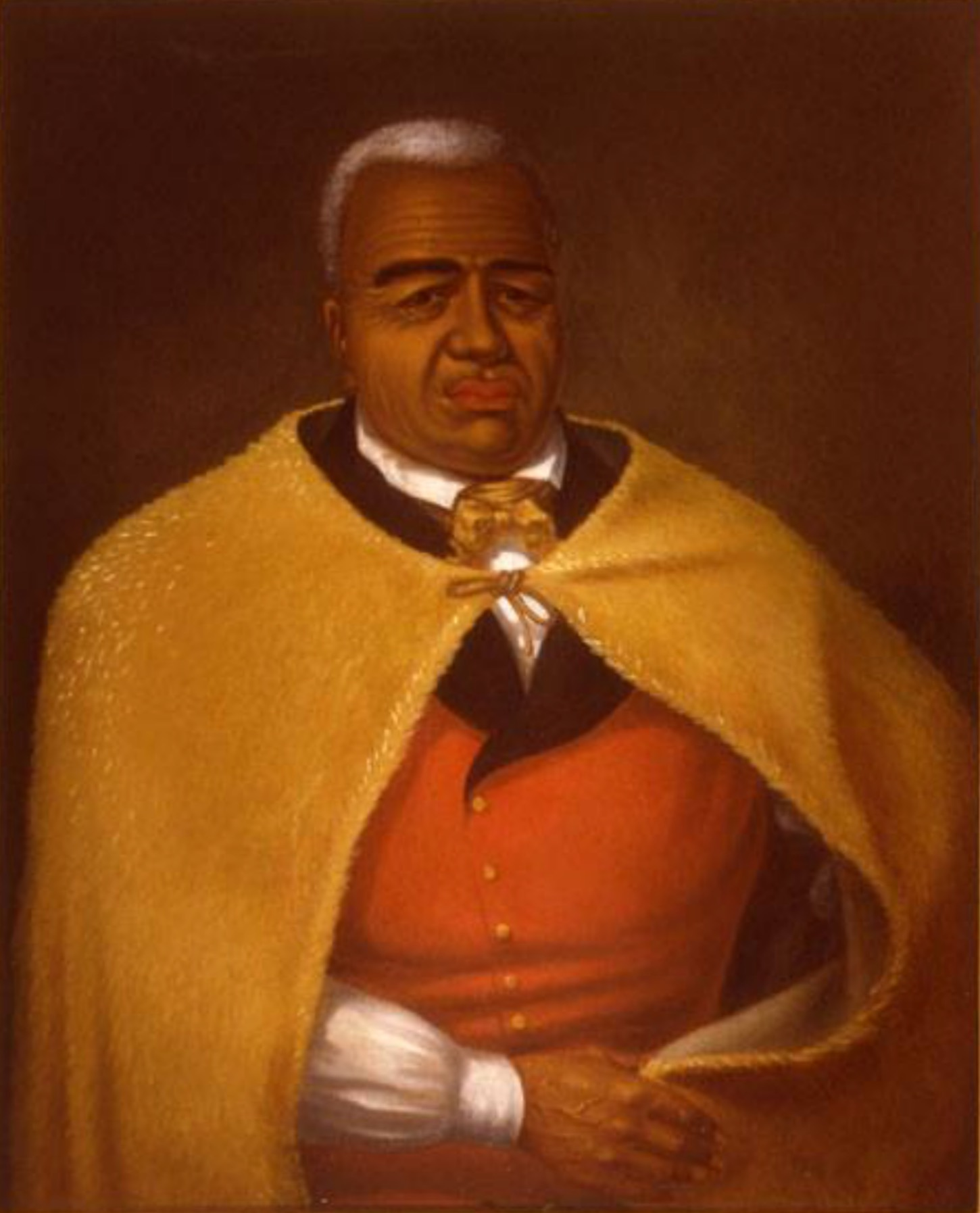
카메하메하 1세

최초 폴리네시아 혈통의 원주민들은 통합된 국가를 가지지 못하고 제각각 소규모 군장 집단이 난립하여 각 섬의 추장들이 각각의 섬을 다스리고 있던 것이 쿡 선장의 방문 당시 기록되었는데 그 추장 중 하나인 카메하메하는 1782년에 폴리네시아 원주민들과 전쟁을 벌여 10년간의 잔인한 싸움 끝에 승리하여 하와이섬을 통치하였는데 백인 교역자들로부터 획득한 원시적 총기를 기반으로 1795년 카우아이섬과 니하우섬을 제외한 다른 섬들을 무력 점령하여 통일하였다. 곳곳에 흩어진 추장들은 하와이 왕국의 국왕 카메하메하 1세에게 굴복하여 자신들이 살던 섬의 총독으로 임명되었다. 1810년 아직 여왕의 통치하에 있지 않던 카우아이섬과 니하우섬의 통치자 카우무알리는 스스로 카메하메하에게 항복하였다.
1811년과 1830년 사이에 하와이에 자생하던 막대한 양의 백단 나무는 중국으로 수출되었다. 백단 나무의 교역으로부터 들어온 돈은 카메하메하 1세와 그 후의 2명의 국왕들의 주요 소득원이었다. 국왕들은 무기, 의류, 배와 다른 물건들을 사기 위해 그 돈을 썼다.
1813년 스페인 정착자 프란시스코 데 파울라 마린은 파인애플 재배에 관한 글을 썼다. 그러나 파인애플의 상업적 발전은 1880년대까지 시작되지 않았다. 첫 영구적 사탕수수 재배의 운영은 1835년 카우아이섬의 콜로아에서 시작되었다. 그 밭은 미국의 상사 래드 앤드 컴퍼니가 소유권을 가지고 있었다. 1800년대 동안에는 주로 미국에서 온 수백 척의 고래잡이 배들이 포경을 위해 매년 하와이를 방문하였다. 하와이를 드나드는 배들을 위한 깨끗한 물과 항해용 물자의 판매는 1860년대까지 하와이인들에게 가장 큰 소득원이었다.
카메하메하의 아들 리홀리호는 1819년 부친이 사망한 후, 카메하메하 2세가 되었다. 그는 최초로 법률을 제정하였는데 그 중 하나는 하와이 왕국의 종교를 전부 폐지한다는 것이다. 이는 하와이 섬들에 만연하였던 무당들의 종교적인 규칙과 수많은 신, 여신들에 대한 믿음과 강한 금기를 깨트리는 것이었다. 다만 국왕은 개인적 종교의 자유와 실천은 허락하였다. 1820년 미국 외국 선교 협회가 개신교 선교사들을 하와이에 보냈다. 선교사들은 하와이 원주민의 대부분을 기독교로 개종시켰다. 그들은 하와이어로 된 성경을 만들어냈고 섬 곳곳에 선교 학교를 설립하였다.
첫 로마 가톨릭교회 선교사들은 이보다 늦은 1827년에 하와이에 도착하였다. 그러나 대부분의 추장들은 이미 개신교를 따르고 있었다. 하와이인들은 1831년 가톨릭 성직자들에게 떠날것을 강요하였다. 그들은 막 도착한 수많은 가톨릭 성직자들의 선교 활동을 금지하고 가톨릭 교도가 된 원주민들을 수감하였다. 결국 1839년 7월에 프랑스의 쾌속 범선 라르테미즈 선이 호놀룰루를 봉쇄하는 사태가 벌어진다. 선장 라플라스는 만약 수감된 가톨릭 신자들이 풀려나지 않으면 마을을 파괴하겠다고 위협을 가했다. 그는 가톨릭의 종교적 자유를 인정해 달라고 요구하였다. 결국 이에 굴복하여 하와이 주민들은 가톨릭 신자들을 풀어주게 되었다.

### 헌법적 정부의 번창

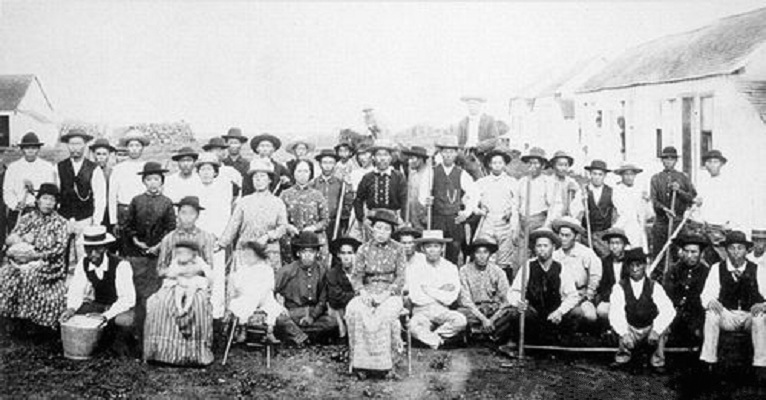
하와이에 정착한 초기 일본 이민자들의 모습

1840년 하와이는 첫 헌법을 채택하였다. 헌법은 행정관, 입법관과 대법원을 규정하였다. 입법부는 추장들의 모임에서 선출된 하원으로 이루어져 있다. 1842년 미국은 하와이 왕국을 독립적인 정부로 인정하였다.
하와이의 인구는 1836년 대략 108,000명에서 1853년 대략 73,000명으로 쇠퇴하였다. 감소는 병과 다른 요인에 의하여 생긴 것이다.
1848년까지 국왕은 모든 섬들을 소유하였다. 그는 다양한 지역들을 추장 혹은 다른 나라들의 사람들에게 할양 또는 임대하였다. 사유재산은 1848년에 공인되었다. 새롭게 제정된 토지분할법에 따라 카메하메하 3세와 추장들에게 분할된 토지의 소유권이 주어졌다. 이후 하와이인들은 대지를 소유하거나 작은 농장들을 매입할 수 있었다. 그러나 서양에서 들어온 새로운 법률을 제대로 이해하지 못한 수많은 하와이안들은 자신들의 가족들이 수 세대동안 일해온 토지를 별도로 소유해야 한다는 사실을 알지 못했다. 결국 이들은 다른 나라들에서 온 이민자들에게 자신들의 대지를 억지로 팔 수 밖에 없었다. 새로운 법률은 많은 하와이인들이 땅을 잃고 가난해지는 원인이 되었다.
1854년부터 1872년까지 카메하메하 4세와 5세의 통치 아래에 섬들은 다양한 나라들에서 온 주민들로 다양해지기 시작하였다. 하와이의 기후를 활용한 플렌테이션이 성행하였는데 작물 재배를 위한 하와이 원주민 근로자들이 충분하지 않자, 거대한 사탕수수 밭을 소유한 지주들은 다른 나라들로부터 노동자들을 데려왔다. 많은 중국인들이 1850년대 동안에 하와이에 일하러 왔다. 1859년 남태평양에서 온 폴리네시아인들이 처음으로 도착하였고, 1868년에는 일본인들이 도착하였다. 1870년대 동안에 들어온 다른 국적의 이민자들로 포르투갈인들과 1900년대 초기에 들어온 필리핀인, 한국인과 푸에르토리코인을 들 수 있다.
칼라카우아 국왕은 1874년 왕위에 올랐다. 그의 통치 기간 중 하와이 음악, 훌라 춤과 복고풍 하와이 의상들이 다시 인기를 얻었다. 이 의상은 원래 19세기 초 기독교 선교사들의 강력한 요구를 받아들인 초기 국왕에 의해 금지되었던 것들이다. 풀로 만든 스커트를 입는 의상은 이 시기에 시작되었으며, 그 첫 의상은 본래 사모아에서 가져온 것이다.
칼라카우아의 통치 기간 동안에 사탕수수 재배는 큰 산업이 되었다. 지주들은 자신들의 수확물 대부분을 미국, 주로 샌프란시스코로 배로 실어 갔다. 하와이의 파인애플 산업은 1885년 자메이카로부터 수천개의 파인애플 초본들이 실려 오면서 시작되었는데 이는 영국의 원예가 존 키드웰이 가져온 것이다. 1887년 칼라카우아 국왕은 대외 무역 특권을 보장받는 대신 진주만을 해군 기지로서 사용할 수 있는 독점적인 권리를 미국에 주었다.
플렌테이션으로 인해 수입이 어느 정도 증가하였음에도 불구하고, 많은 농장 근로자들은 새로운 왕과, 미 해군과 빈번한 해외 파견 때문에 불만이 가득했다. 그들은 돈 때문에 외국으로 일을 하러 나갈 수 밖에 없는 자신들의 처지를 한탄했다.

### 하와이 공화국

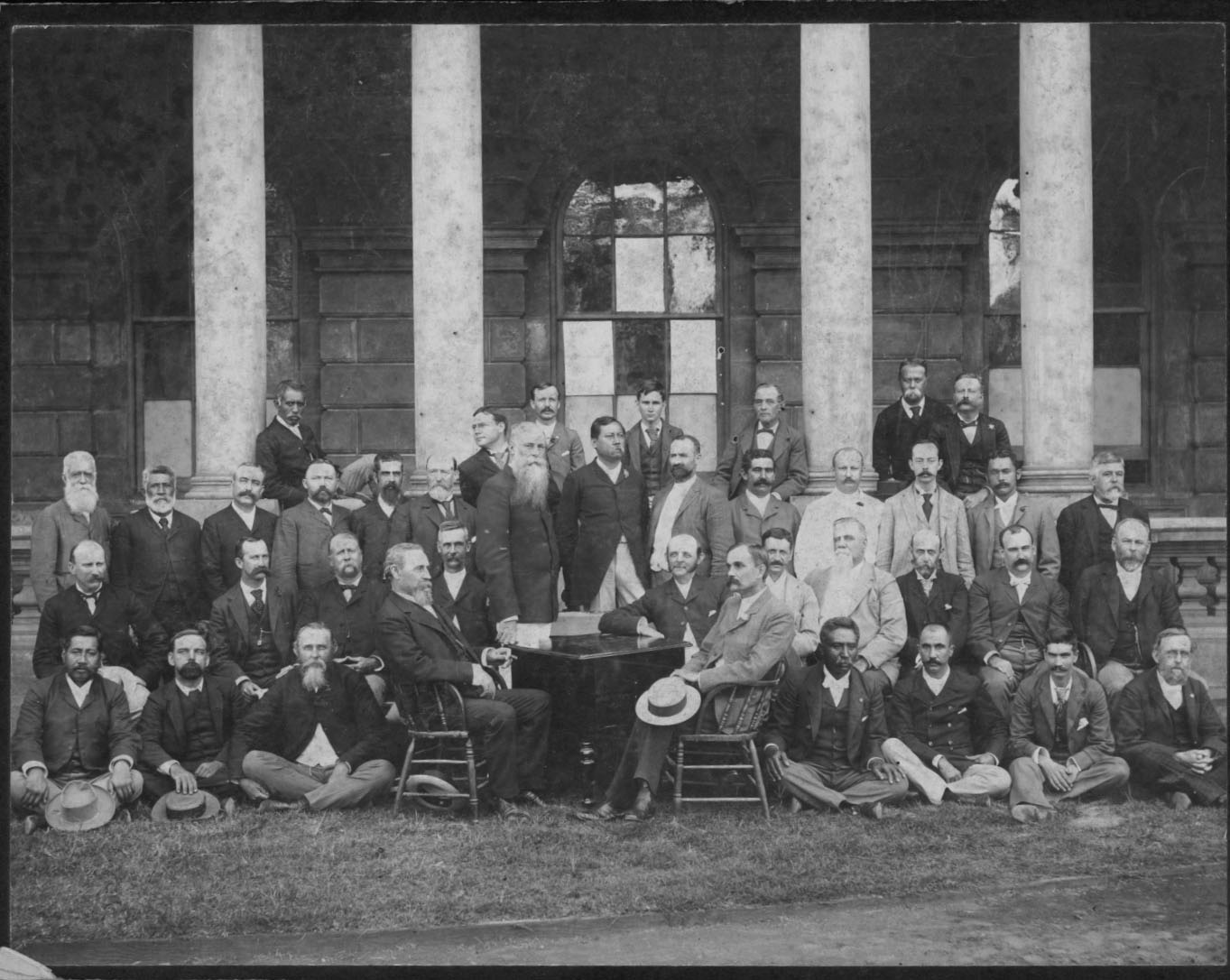
하와이 공화국의 설립자들

1891년 칼라카우아 국왕이 사망하자, 그의 누이 릴리우오칼라니가 왕좌에 올랐다. 릴리우오칼라니 여왕은 자신의 권력을 굳건히 하고 왕국에서 정치적 힘의 균형을 바꾸는 새 헌법을 창조하려고 하였다. 그러나 그녀는 1893년에 불과 13명이 일으킨 소규모 혁명 때문에 왕좌에서 물러났다. 혁명은 9명의 미국인, 2명의 영국인과 2명의 독일인이 그들을 지키기 위하여 상륙한 미국 해병대와 항해자들의 도움을 받아 진행되었다.
혁명가들은 미국이 하와이를 합병할 것을 주장하였다. 그러나 그로버 클리블랜드 대통령이 보낸 감찰관은 거의 대부분의 하와이인들이 여왕이 쫓겨난것에 상당한 불만을 가지고 있다는 것을 밝혀냈다. 따라서 클리블랜드 대통령은 여왕을 다시 왕좌에 앉힐 것을 강요하였지만 혁명에 참여한 미국인과 유럽인들은 이를 반대하였고 결국 그들과 그들의 부하들은 1894년 하와이 공화국을 선포하였으며, 재판관 샌포드 돌이 최초이자 마지막인 대통령으로 선출되었다.

### 하와이 준주 시절
미국 정부는 새 공화국 정부를 통제하였다. 사탕수수 농장주들은 하와이가 미국의 준주가 되기를 원하였다. 그러고 나서 그들은 미국으로 사탕수수를 실어갈 때 하와이 공화국으로부터 특별한 보수를 받았다. 1898년 사탕수수 지주들은 몇몇의 하와이 원주민들의 격렬한 반대를 무릅쓰고 미국이 하와이를 병합하는데 성공하였다. 결국 8월 12일 미국과 하와이의 병합식이 열렸다. 다만 병합 후 2년 동안 공화국 정부와 법률 및 군대는 존속하였다. 주변 섬들은 1900년 7월 14일에 미국의 준주가 되었고, 하와이의 주민들은 미국 시민이 되었다. 윌리엄 매킨리 대통령은 돌을 하와이의 첫 총독으로 임명하였다. 이때 하와이의 인구는 대략 154,000명이었다.
다만 식민지 시민들로서 주민들은 미국 대통령 선거 투표권이 없었다. 단지 그들은 하나의 대표를 의회에 선출할 수 있었다. 대표는 법안들과 안건을 상정할 수 있었으나 미 의회는 하와이 입법부에 의하여 통과된 여러 법안을 거부할 수 있었다.
제1차 세계 대전이 일어나기 전에 미국 해군은 진주만에 거대한 해군 기지를 건설하기 시작하였다. 미국 육군도 오아후섬에 훈련소를 설립하였다. 1917년 미국이 전쟁에 참여한 후, 하와이 국립 호위병의 2개 연대가 미 연방에 흡수되었다. 이 연대들은 해외로 파병되지 않았으나 많은 하와이인들은 유럽전선에 자원하였다.
전쟁이 끝나자, 식민지에서 주(State) 승격하고자 하는 운동이 신속하게 전개되었다. 하와이 식민 정부는 현재 세계에서 유명한 해변 와이키키에 휴양지 개발을 완료하였다. 1927년 2명의 육군 중위 A. F. 헤겐버거와 L. J. 메이틀랜드가 미국 본토로부터 하와이로 첫 비행에 성공하여 항로를 개척하였다. 1934년 프랭클린 D. 루스벨트 대통령은 하와이를 방문한 첫 미국 대통령이 되었다.

### 제2차 세계 대전

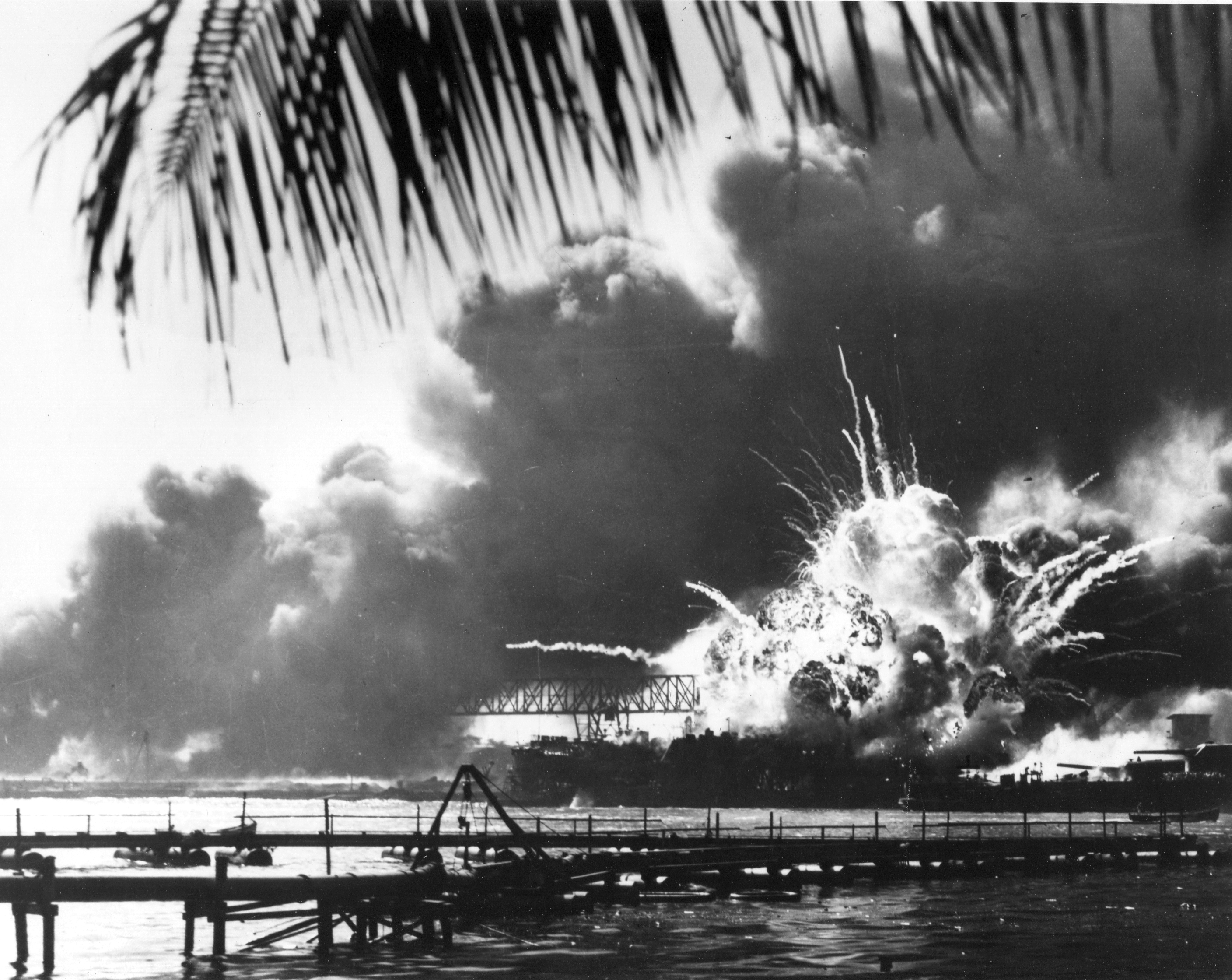
일본의 진주만 공격

1941년 12월 7일 일본 해군의 전투기들이 진주만과 오아후섬의 비행장을 공격하였다. 미국은 수많은 전사자 및 전함과 전투기의 상당한 손실을 겪었다. 이 공격은 어느 정도 중립을 지키던 미국이 제2차 세계 대전의 연합군으로 참여하게 만들었다. 수많은 격침, 파손된 전함들이 진주만에서 구출되기 시작했다. 군인들은 얼마 남지 않은 물자들을 하와이 해군기지와 비행장의 복구에 투입하였다. 이 기지들은 미국이 일본에 승리를 거둔 교두보가 되었다. 그 이후로도 소규모의 전투가 계속된 하와이는 1941년부터 1944년까지 계엄령 하에 있었다.
몇몇 미국인들은 하와이에 거주하는 일본계 주민들이 전쟁중에 사보타주나 테러를 시도할 것이라 예상했다. 그러나 조사 결과 일본계 섬주민들이 그러한 행위를 시도하려 한다는 어떠한 증거도 발견하지 못하고 오히려 하와이에 거주하는 일본계 이민자들은 미국에 자원 입대하여 유명한 100대 보병 연대와 442대 전투 연대 일원들로서 이탈리아와 프랑스에서 주축군을 상대로 용감하게 싸웠다.
호놀룰루에 있는 국립 기념 묘지가 1949년에 만들어졌다. 제2차 세계 대전과 한국 전쟁에서 전사한 수천명의 미군들은 그곳에 안장되었다.

### 주 지위
1919년 의회로 보내진 하와이의 대표 조나 쿠히오 칼라니아나올레는 하와이의 주로 승격을 위한 첫 법안을 발의하였다. 주로 승격을 위한 더 많은 법안들이 이어졌으나, 거의 대부분 투표에서 많은 지지를 얻지 못했다. 몇몇의 의회적 위원회들만 하와이가 주로 승격 되기를 원하였다. 이 때문에 미국 의회의 많은 의원들은 수천명의 하와이 거주민들이 전쟁에서 미국에 참여하지 않을 것이라는 위험한 결론에 이르렀다. 그러나 제2차 세계 대전과 한국 전쟁에서 하와이인들은 용감하게 싸워 미국에 대한 충성을 증명하였다. 1950년 하와이는 준주가 주로 편입될 것을 인정하는 헌법을 채택하였다. 결국, 1959년 3월 의회는 하와이를 주로서 인정할 것을 규정한 법안에 찬성하였다. 드와이트 D. 아이젠하워 대통령은 3월 18일 법안에 서명하였다. 6월에는 하와이 주민들이 주로 승격을 위한 투표를 다시 진행하였는데 이번에는 거의 17 대 1의 압도적인 지지가 있었다. 8월 21일 하와이는 50번째 주가 되었다. 1960년에 하와이의 주민들은 자신들의 첫 대통령 선거에 투표하였다.

### 경제적 변화
1960년대 동안에 하와이 주의 인구가 20% 이상이나 증가하였다. 하와이 주의 경제도 붐을 일으켰다. 베트남 전쟁이 일어나는 동안에 예를 들어 군사의 태평양 전초 기지 하와이에서 미국 정부의 소비가 급격히 상승했다. 또한 수천명의 군인들이 휴식과 오락을 위하여 그들의 가족들과 하와이에서 지냈다.
하와이 방문객 안내소는 관광업을 촉진하기 위하여 미국 본토에 퍼져나갔다. 많은 호텔의 건설이 시작되고, 1962년 호놀룰루에서 제트기 터미널이 완공되었다. 정기 여객기들은 본토와 하와이 사이의 비행 시간을 9시간에서 대략 5시간으로 감소시켰다. 1960년대 후반, 대략 100만 명의 관광객들이 매년 하와이를 방문하였다.
1960년대에 은행, 보험과 전화 회사들을 포함한 본토의 회사들이 하와이의 소규모 회사들을 매입하였다. 주요 하와이 주에 등록된 주식회사들은 그들의 사업을 30개 이상의 나라에 확장시켰다. 석유 정제소, 철강소와 2개의 시멘트 공장들과 함께 거대한 산업의 기틀이 되었다.
1970년대 동안에 하와이섬, 카우아이섬, 마우이섬과 몰로카이섬에 새로운 리조트 지역들이 개발되었다. 1980년대에 일본의 비지니스들이 하와이의 호텔과 리조트 재산들에 거대한 투자를 하였다.
하와이주의 제조업과 건설업은 베트남 전쟁이 끝난 후 힘을 얻었다. 기존에 하와이 경제의 중심이던 플렌테이션 농업은 급속히 쇠퇴하였다. 하와이의 높은 임금은 사탕수수와 파인애플 농장주들을 더욱 어렵게 하여 결국 다른 기업들과의 경쟁에서 도태하게 되었다.
하와이주의 양식 어업은 1970년대 후반과 1980년대 초반 동안에 번창하였다. 주로 생선, 굴과 새우 등이 양식된다.
석유에 의지를 줄이기 위하여 하와이 주는 동력의 대체에너지를 개발하기 시작하였다. 이는 가소홀(알콜+가솔린), 태양에너지, 지열과 풍력을 포함한 것이다.
1992년 허리케인 이니키가 하와이주에 타격을 주었으며, 4명의 사망과 2조 달러 이상의 재산 피해를 가져왔다. 많은 주택들과 상업 건물이 파괴되고, 호텔들도 막대한 손해를 입었다.
1990년대에는 일본의 경제침체로 인해 일본인 방문객 감소와 투자 감소로 이어졌다. 그로 인해 1990년대 하와이는 주로 승격 된 이래, 처음으로 작은 경제 침체를 경험하였다.

### 21세기
2000년대 초, 단 2개의 사탕수수 농장만 하와이에 남아있다. 재배지의 대부분은 주택 혹은 리조트들이 지어지거나, 새로운 작물인 커피와 꽃 같은 수확물을 위하여 쓰여졌다. 경제는 주로 관광업에 의지하고 있다.
하와이가 당면한 주요 과제는 경치의 아름다움과 오락공간을 보존하는 동시에 관광 사업 확대를 위한 새로운 방법을 찾는 것이다. 다른 문제는 다른 섬들보다 높은 하와이 섬의 생활비다. 식비, 임대료의 가파른 상승이 원인이다.
2002년 하와이 주의 투표인들은 공화당원인 린다 링글을 주지사에 선출하였다. 링글은 첫 여성 주지사이며, 1962년 이래 처음으로 선출된 공화당이었다. 그녀는 2006년에도 재선되었다.
2006년 조지 W. 부시 대통령은 세계에서 가장 큰 해양 보존 지역들 중의 하나인 노스웨스턴 하와이 해양 국립 기념지를 설립하였다. 이 기념지는 몇몇의 작은 섬들과 암초들을 포함한 대양의 대략 140,000 제곱마일(363,000 km2)를 덮으며, 7,000 종류 이상의 해양종들의 원산지이다. 2007년 그 지역은 하와이어 이름의 파파하나우모쿠아케아 해양 국립 기념지로 지정되었다.

## 경제

### 서비스업

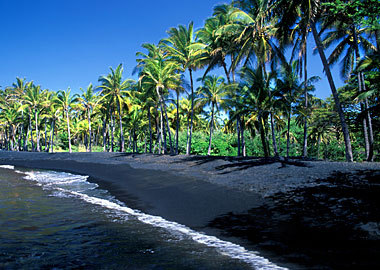
푸날루 해변 공원. 관광업은 하와이 주 제1의 고용주이다.

서비스업은 하와이 주 GDP의 대략 90%를 차지하는데 이는 다른 주보다 높은 비율이다. 많은 서비스업들은 오아후섬에 있다. 주도인 호놀룰루는
주 정부 활동의 중심지이다. 도시는 미국에서 가장 큰 해운업 상사들 중의 하나인 매트슨 항해 회사의 소유자 알렉산더 앤드 볼드윈의 기지이다. 주의 가장 큰 사립 은행 회사인 하와이 은행이 호놀룰루에 기지를 두고 있다.
식당과 리조트 호텔들은 주의 막대한 관광업에 기여하는 일자리다. 증가하는 의료서비스업도 하와이 주에서 주요한 수입원이다. 미국 육군, 공군, 해군, 해병대는 모두 오아후섬에 기지들을 운영한다. 이 기지들은 군사와 시민 근로자들을 둘다 고용한다. 첨단 기술은 하와이 주의 비지니스 서비스에서 중요한 부분을 움직인다. 컴퓨터 소프트웨어의 발전시키는 기술자들이 밀집한 첨단 기술 단지들이 이 하와이 산업에 큰 수입을 가져오고 있다.

### 제조업
제조업의 거의 대부분은 호놀룰루 지역에 집중되어 있다. 식품 가공업은 하와이 주의 주된 제조업 활동이다. 빵, 캔디류, 낙농품, 과일과 채소 제품들, 정제 당밀과 청량 음료가 주에서 생산되고 있다.
하와이 주의 다른 제조품들로는 화학제품, 의류, 콘크리트 제품, 보석과 정제 석유를 포함한다. 오아후섬에 있는 석유 정제소들이 석유를 처리한다.

### 농업
카홀라웨섬을 제외한 하와이 주의 모든 주요 섬들은 다양한 종류의 농장을 가지고 있다. 농장 지대는 하와이 주 내륙 지역의 약 3분의 1을 덮고 있다. 농장 지대의 대부분은 농장주와 큰 주식회사들에 고용된 노동자들에 의해 유지된다.
가공되지 않은 농작물이 하와이 주의 농업 소득의 대부분이다. 파인애플과 사탕수수는 이전에 하와이 경제를 지배하기도 했다. 오늘날 파인애플과 사탕수수는 사실상 쇠퇴하였다. 다만 하와이 주는 미국 내 사탕수수의 발상지로서 의미가 있고, 파인애플을 재배하는 유일한 주이다. 거의 모든 하와이 주의 농부들은 일반적인 농작물을 재배한다.
하와이 주는 바나나, 커피, 생강 뿌리, 구아바, 파파야와 타로 등을 생산하는 미국내 단 하나의 주이다. 주로 꽃과 화환의 대량을 수출한다. 힐로는 난초 재배와 꽃 포장의 중심지이다. 작은 트럭 농장들은 콩, 양배추, 오이, 양파, 감자, 고구마와 토마토와 같이 지역 소비를 위한 채소들을 생산한다.
가축과 축산물도 농장 소득의 중요한 근원이다. 하와이섬은 몇몇의 큰 소의 방목지들이 있다. 농부들은 하와이 주 카운티들의 각지에서 소와 돼지를 기른다. 낙농과 달걀 농장들은 오아후섬에서 농장 소득의 주류를 이루고 돼지는 하와이에서 주로 소비되는 육류에 속한다.

### 수산업
가장 중요한 상업적 생선들은 다랑어의 일종인 빅아이와 옐로핀이다. 양식업은 하와이 주에서 자라나는 산업이다. 품질 좋은 말과 조개의 생산도 이루어진다.

## 주민

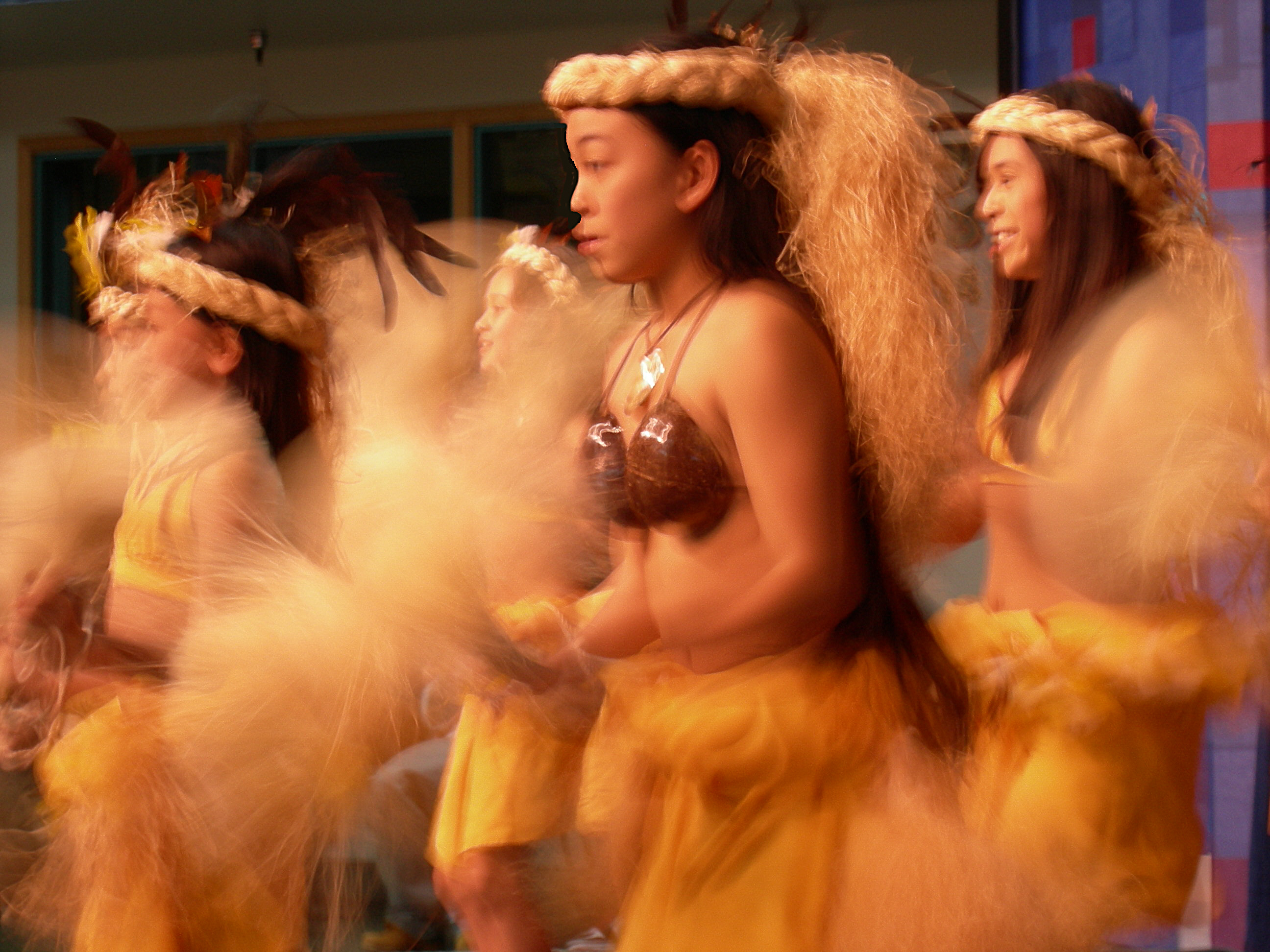
훌라 춤을 공연하는 하와이 원주민들

2000년 미국 인구 조사국은 하와이주의 인구가 1,211,537명이라고 보고하였다. 1990년의 인구인 1,108,229명에서 대략 9%나 증가한 수치이다. 2000년, 조사국에 의하면 하와이는 미국 내 인구 순위에서 50개의 주들 중 42위에 해당한다고 한다.
하와이 주민의 대략 72%가 주의 단 하나의 메트로폴리탄인 호놀룰루에 살고 있다. 오아후섬의 전체로 이루어진 이 지역의 인구는 876,156명이다. 공식적으로 호놀룰루라는 명칭은 오하우섬의 전체를 의미한다. 그러나, 일반적으로 섬의 남동 해안에 위치한 큰 도시 지역 만이 호놀룰루로 불린다. 이 도시에 거주하는 인구는 371,657명이다. 하와이섬에 위치한 힐로는 주에서 두번째로 가장 큰 도시 지역이다. 또한 호놀룰루 메트로폴리탄 지역을 제외한 가장 큰 도시 지역이기도 하다. 힐로의 인구는 40,759명이다. 하와이 주의 18개나 되는 다른 도시 지역들 인구는 10,000명 이상이다. 이 지역들의 대부분은 오아후섬에 있다.
호놀룰루는 미국의 다른 큰 항구 도시들과 비슷하다. 하와이 주의 다른 도시 지역들은 농작물을 위한 교역항으로만 쓰인다. 하와이 주는 많은 다양한 출신의 주민들의 공동체이다. 거의 대부분의 주민들은 혼혈인들이다. "하와이인"으로 불리는 하와이섬에 처음으로 정착한 순수 폴리네시아인의 후손들은 대략 7% 만을 차지한다. 대략 25%는 유럽 계통이고, 대략 17%는 일본계이다. 다른 민족 단체들로는 필리핀인, 중국인, 한국인과 사모아인을 포함한다. 하와이 주민의 대략 20% 이상은 2개 혹은 그 이상의 민족에 속한다. 1850년대 사탕수수 재배가 본격화되면서 하와이는 노동력 부족에 시달렸다. 사탕수수 농장주들은 처음에 중국인과 일본인을 데려왔는데 하지만 이들은 농장주들에게 위협이 됐다. 노동조건을 개선해달라며 집단파업을 벌이곤 했다. 그래서 생각한 것이 한국인이었다.
초대 주한미국공사인 호러스 알렌은 한국 정부와 하와이 농장주들 사이에서 중개자 역할을 했다. 고종의 윤허도 받았다. 그래도 지원자가 많지 않자 인천 내리감리교회의 조지 존스 목사가 설득에 나섰다. 1902년 12월 22일 첫 이민단 121명이 인천항을 떠났는데 감리교회 교인도 50여명 포함되었다. 거의 여러 종교 단체의 주민들이 하와이에 살고 있다. 개신교는 하와이 주의 가장 큰 종교 단체이다. 다음으로 가장 큰 종교 단체들은 로마 가톨릭, 불교와 몰몬교 순이다. 초기 하와이인들은 다수의 신들을 포함하고, 자연의 여러 면들의 숭배 주위에 중심을 둔 다신교를 숭배하였다. 미국과 프랑스의 선교사들은 1820년대와 1930년대에 하와이 주민들의 거의 대부분을 기독교로 개종시켰다.

## 교통
하와이주의 교통에는 주간고속도로 하와이 제1호선, 주간고속도로 하와이 제2호선, 주간고속도로 하와이 제3호선 등이 있고, 일반 국도 없이 주도 노선이 있다. 이는 알래스카주와 마찬가지로 미국의 외곽 주에 속하게 되어 있기 때문이다. 하와이주도 노선이 국도의 역할을 공식적으로 수행하게 되며, 주도의 아래에 군도 노선을 가지는 경우도 더러 있다. 철도 노선인 스카이라인이 있다.

## 지도
| 사모아 제도자와보르네오필리핀발리티모르퍼스캔버라뉴질랜드하와이뉴기니이스터캐롤라인 제도피지뉴칼레도니아핏케언 제도class=notpageimage\| 태평양에서의 하와이 주의 위치 |

## 같이 보기
- 하와이 주교육부